# Hydroides mongeslopezi
Hydroides mongeslopezi är en ringmaskart som beskrevs av Rioja 1958. Hydroides mongeslopezi ingår i släktet Hydroides och familjen Serpulidae.
Artens utbredningsområde är Mexikanska golfen. Inga underarter finns listade i Catalogue of Life.